# Notholca baicalensis
Notholca baicalensis is een raderdiertjessoort uit de familie Brachionidae. De wetenschappelijke naam van deze soort is voor het eerst geldig gepubliceerd in 1922 door Jashnov.